# Wellrad

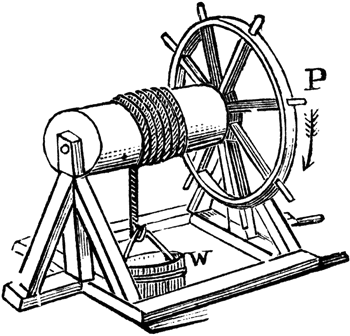
Abb. 1: Eine bekannte Anwendung des Wellrades.

Ein Wellrad ist eine einfache mechanische Maschine. Es gehört zu den Kraftwandlern. Wellräder bestehen aus einer Welle (dem Wellbaum) und einem darauf befestigten Rad (dem eigentlichen Wellrad). Mit einem Wellrad lassen sich an Zugelementen schwere Lasten hochheben.

## Verwendung
Wellräder werden als Grundelemente in Winden und Kränen verwendet, wie sie bereits im Altertum bekannt waren. Nach dem Prinzip des Wellrades arbeiten auch Haspeln, Tretmühlen, Sprossenräder, Winden, Göpel sowie alle Arten von Räderwerken. Im Römischen Reich wurden Wellräder zum Spannen von Armbrustsehnen und Federn in katapultartigen Belagerungsmaschinen genutzt. Heutzutage werden Wellräder unter anderem in Fahrrädern und Bottich-Waschmaschinen genutzt. Des Weiteren arbeiten Compoundbögen sowie Compoundarmbrüste nach dem Wellradprinzip.

### Verwendung in historischen Mühlen
Spricht man im Zusammenhang von historischen Mühlen von einem „Wellbaum“, handelt es sich um die verlängerte Radachse des Mühlrads, die bis in das Mühleninnere, den Mühlraum reicht. Der Wellbaum bestand bis in das 19. Jahrhundert überwiegend aus Eichenstämmen, die sich durch ihre besondere Haltbarkeit auszeichneten. Im Mühlraum, der stets der größte und höchste Raum einer Mühle war, führt er auf das Bied oder Mühlgestell, das als Lager für den Wellbaum und als Unterbau für die schweren Steinmahlgänge diente. Das Bied ist eine gut verstrebte Holzkonstruktion aus Säulen, Pfetten, Balken und Schwellen. Die Säulen sind meist rund, reich profiliert und oftmals mit Schnitzereien verziert.

## Mechanische Beschreibung

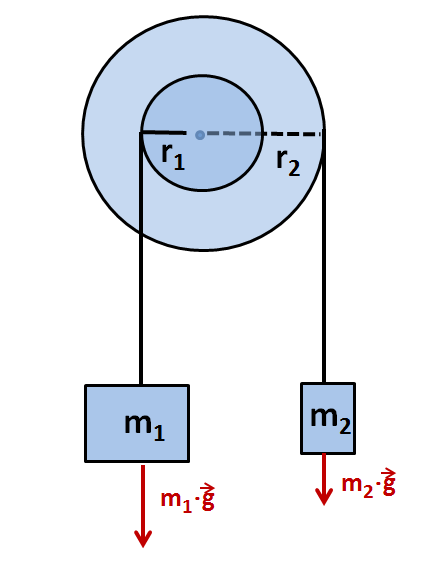
Abb. 2: Wellrad mit zwei Massen im Gleichgewichtszustand

Die krafteinsparende Wirkung von Wellrädern ist schon in der Antike, im Mittelalter und vor allem zu den Anfängen der klassischen Mechanik (16. und 17. Jahrhundert) ein beliebter Untersuchungsgegenstand gewesen.
In der Kombination aus zwei Rollen oder Rädern von verschiedenen Radien  {\displaystyle r_{1},r_{2}} gehört das Wellrad neben der Winde und dem Flaschenzug zu den komplexeren Varianten der einfachen Maschinen.
Statik des Massensystems:   Wie eine kleinere Last {\displaystyle m_{2}}  die Last {\displaystyle m_{1}} im Gleichgewicht halten kann, wird mit der Hebelwirkung erklärt. Die Drehmomente an den Lasten haben dabei dieselben Beträge zur Drehachse (siehe dazu Abb.2):
{\displaystyle m_{1}\cdot g\cdot r_{1}=m_{2}\cdot g\cdot r_{2}~~\Rightarrow ~~{\frac {m_{1}}{m_{2}}}={\frac {r_{2}}{r_{1}}}}.
(Hierbei bezeichnet g den Ortsfaktor.)
Man kann auch sagen, wie das Verhältnis der Radien zueinander, so ist das umgekehrte Lastenverhältnis.
Dynamik des Massensystems:
Zum Antrieb eines Wellrades muss das Gewicht {\displaystyle m_{2}\cdot g} der zweiten, anhebenden Masse größer sein als das entgegenwirkende Gewicht {\displaystyle m_{1}\cdot g} der anzuhebenden Last. Dabei ist die Trägheitswirkung der Massen an den Rollen mitzuberücksichtigen. Das  Beschleunigungsgesetz der Drehbewegung lautet:
{\displaystyle \alpha ={\frac {m_{2}\cdot r_{2}-m_{1}\cdot r_{1}}{m_{1}\cdot r_{1}^{2}+m_{2}\cdot r_{2}^{2}}}\cdot g\,}.
(Hierbei bezeichnet {\displaystyle \alpha } die Winkelbeschleunigung des Wellrades.)
Die Herleitung dieses Gesetzes gelingt in der Mechanik starrer Körper, u. a. über das dynamische Gleichgewicht. Die dynamische Gesetzmäßigkeit geht auf den Mathematiker Leonhard Euler des 18. Jahrhunderts zurück.